# The Music of Kansas
The Music of Kansas es un álbum recopilatorio de la banda estadounidense de rock progresivo Kansas y fue publicado por Sony Music Entertainment en el año 2010.
Este compilatorio compuesto de tres discos contiene las canciones más populares de la banda como «Carry On Wayward Son», «Dust in the Wind» y «Point of Know Return» grabadas en estudio. El tercer disco compacto enlista ocho temas interpretados en vivo.

## Lista de canciones

### Disco uno
| Side one |                                    |                                                      |          |  |
| N.º      | Título                             | Escritor(es)                                         | Duración |  |
| 1.       | «Can I Tell You»                   | Steve Walsh / Rich Williams / Dave Hope / Phil Ehart | 3:32     |  |
| 2.       | «Journey From Mariabornn»          | Walsh / Kerry Livgren                                | 7:55     |  |
| 3.       | «Death of Mother Nature Suite»     | Kerry Livgren                                        | 7:43     |  |
| 4.       | «Down the Road»                    | Walsh / Livgren                                      | 3:43     |  |
| 5.       | «Song for America»                 | Kerry Livgren                                        | 10:03    |  |
| 6.       | «Lamplight Symphony»               | Kerry Livgren                                        | 8:17     |  |
| 7.       | «Icarus - Borne On Wings of Steel» | Kerry Livgren                                        | 6:03     |  |
| 8.       | «Child of Innocence»               | Kerry Livgren                                        | 4:36     |  |
| 9.       | «The Pinnacle»                     | Kerry Livgren                                        | 9:44     |  |

### Disco dos
| Side one | |                                                              |          |  |
| N.º      | Título | Escritor(es)                                                 | Duración |  |
| 1.       | «Carry On Wayward Son» | Kerry Livgren                                                | 5:25     |  |
| 2.       | «What's On My Mind» | Kerry Livgren                                                | 3:28     |  |
| 3.       | «Questions of My Childhood» | Walsh / Livgren                                              | 3:40     |  |
| 4.       | «Opus Magnum - a. «Father Padilla Meets the Perfect Gnat» - b. «Howling at the Moon» - c. «Man Overboard» - d. «Industry on Parade» - e. «Release the Beavers» - f. «Perfect Gnat»» | Walsh / Livgren / Robby Steinhardt / Williams / Hope / Ehart | 8:26     |  |
| 5.       | «Point of Know Return» | Walsh / Steinhardt / Ehart                                   | 3:13     |  |
| 6.       | «Paradox» | Walsh / Livgren                                              | 3:50     |  |
| 7.       | «Portrait (He Knew)» | Walsh / Livgren                                              | 4:38     |  |
| 8.       | «Closet Chronicles» | Walsh / Livgren                                              | 6:32     |  |
| 9.       | «Dust in the Wind» | Kerry Livgren                                                | 3:28     |  |
| 10.      | «On the Other Side» | Kerry Livgren                                                | 6:26     |  |
| 11.      | «Hold On» | Kerry Livgren                                                | 3:53     |  |
| 12.      | «Play the Game Tonight» | Livgren / Williams / Ehart / Danny Flower / Rob Frazier      | 3:26     |  |
| 13.      | «Fight Fire with Fire» | John Elefante / Dino Elefante                                | 3:40     |  |

### Disco tres
| Side one |                                     |                                 |          |  |
| N.º      | Título                              | Escritor(es)                    | Duración |  |
| 1.       | «Mysteries and Mayhem» (en vivo)    | Walsh / Livgren                 | 4:07     |  |
| 2.       | «The Wall» (en vivo)                | Walsh / Livgren                 | 4:54     |  |
| 3.       | «Hopelessly Human» (en vivo)        | Kerry Livgren                   | 7:00     |  |
| 4.       | «Cheyenne Anthem» (en vivo)         | Kerry Livgren                   | 6:58     |  |
| 5.       | «Miracles Out of Nowhere» (en vivo) | Kerry Livgren                   | 8:03     |  |
| 6.       | «Lonely Street» (en vivo)           | Walsh / Williams / Hope / Ehart | 8:14     |  |
| 7.       | «Sparks of the Tempest» (en vivo)   | Walsh / Livgren                 | 5:23     |  |
| 8.       | «Bringing It Back» (en vivo)        | J.J. Cale                       | 7:05     |  |

## Créditos

### Kansas
- Steve Walsh — voz y teclados (excepto en las canciones «Play the Game Tonight» y «Fight Fire with Fire»)
- John Elefante — voz y teclados (en las canciones «Play the Game Tonight» y «Fight Fire with Fire»)
- Kerry Livgren — guitarra y teclados
- Robby Steinhardt — voz, violín, viola y yunque
- Rich Williams — guitarra
- Dave Hope — bajo
- Phil Ehart — batería y percusiones

### Productores
- Kansas
- Wally Gold
- Jeff Glixman
- Neil Kernon
- Brad Aaron
- Davey Moiré
- Ken Scott

### Personal de producción
- Jeff Glixman — mezclador y masterizador
- John Andreas — mezclador
- Zak Rizvi — mezclador
- Vic Anesini — masterizador
- Mike Cimicata — director del proyecto
- Gretchen Brennison — directora del proyecto
- Darren Salmieri — A&R

### Personal de arte
- Rob Carter — director de arte y diseño
- Mika Hashimoto — fotografía
- Don Hunstein — fotografía
- Pieter Mazél — fotografía
- Neal Preston — fotografía

### Personal variado
- Jessica Connelly — investigación de fotografía
- Elizabeth McShea — investigación de fotografía
- Jeb Wright — notas